# Alfabeto greco-ibérico
El alfabeto greco-ibérico es una adaptación casi directa de un alfabeto griego jónico. Posee como raíces directas el alfabeto Fenicio y en unión a las lenguas Micénicas. Las cuales por migraciones de la época, se fueron modificando al lugar escogido para habitar luego de las mismas. Es un alfabeto que podría considerarse como Proto Hispano. El principal documento donde se utiliza este alfabeto es el llamado plomo de la Serreta I.

## Descubrimientos
Su área de difusión se concentra en las provincias de Alicante y Murcia. El número de inscripciones que lo utilizan es muy reducido: dos decenas de ostraca y una decena de láminas de plomo, entre los que destacan el plomo de La Serreta (Alcoy) y el plomo del Cigarralejo (Mula). El plomo de La Serreta apareció en 1921 y fue decisivo en el desciframiento de la escritura ibérica nororiental de Manuel Gómez-Moreno publicada en 1922. Los contextos arqueológicos de las inscripciones donde se usa son del siglo IV a. C., pero las características paleográficas con relación al modelo parecen indicar que la adaptación se podría haber realizado a mediados del siglo V a. C.

## Características
Este alfabeto se escribe de izquierda a derecha. El alfabeto greco-ibérico está formado por 16 signos idénticos a los del modelo, excepto por lo que respecta a la segunda vibrante: cinco vocales, solo una nasal, una lateral, dos sibilantes, dos vibrantes, tres oclusivas sonoras, (labial, dental y velar), pero solo dos oclusivas sordas (dental y velar). Para representar la segunda vibrante se añade una tilde a la rho, se elige eta en lugar de épsilon para representar /e/, y se elige sampi como segunda sibilante.
| Vocales | Vocales | Oclusivas | Oclusivas | Sibilantes, róticas, labial | Sibilantes, róticas, labial | Nasal | Nasal |
| ------- | ------- | --------- | --------- | --------------------------- | --------------------------- | ----- | ----- |
| Alfa    | Α       | Gamma     | G         | Sampi                       | M                           | Nu    | Ν     |
| Eta     | Η       | Kappa     | Κ         | Sigma                       | S                           |       |       |
| Iota    | Ι       | Tau       | Τ         | Ro’                         | R                           |       |       |
| Ómicron | Ο       | Delta     | D         | Ro                          | Ρ                           |       |       |
| Ípsilon | U       | Beta      | Β         | Lambda                      | L                           |       |       |

## Plomo de la Serreta

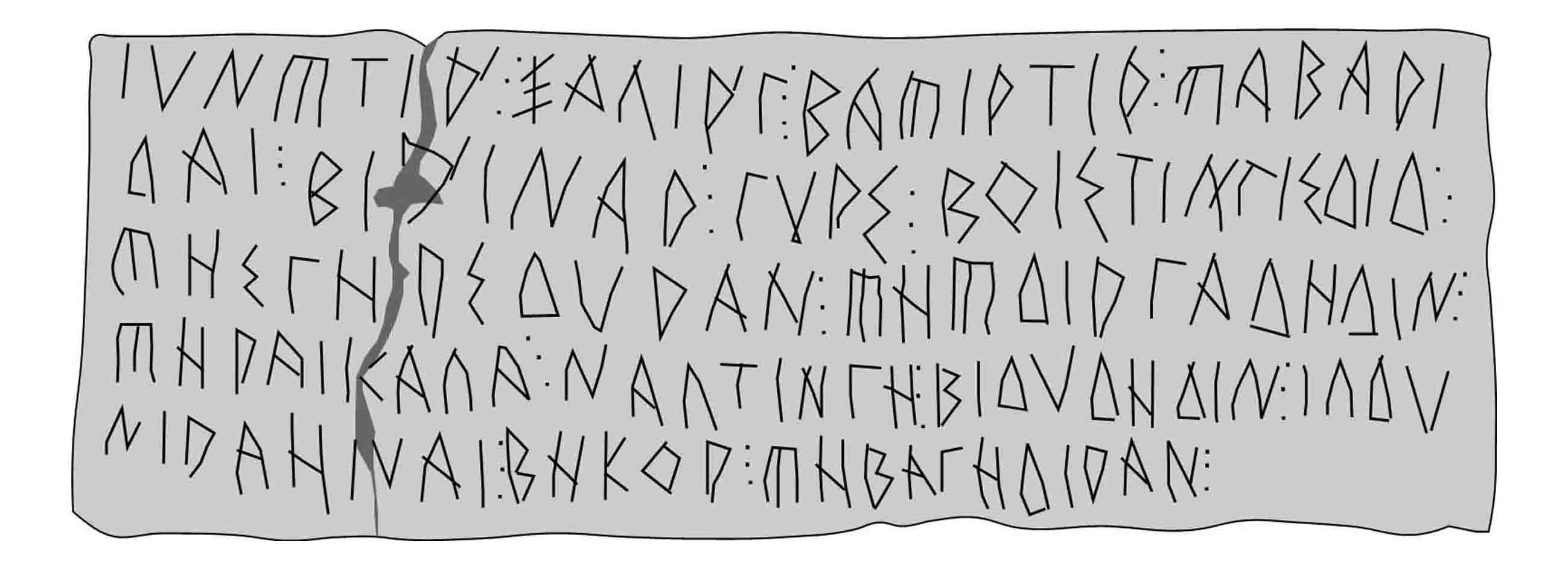
Cara B

Contiene dos textos, uno en cada cara, aunque el encabezado del segundo texto se haya sobrescrito al texto primero.
Aparecen las palabras śalirg, iunstir y el antropónimo sakaŕiskeŕ.